# Gaeta (M 5554)
La nave Gaeta è un cacciamine della Marina Militare italiana, la prima di otto unità della classe omonima. Il suo abituale porto di assegnazione è La Spezia.
La nave è appositamente progettata per la localizzazione e la distruzione di mine. Per svolgere tale compito  è dotata di un sonar e di due veicoli filoguidati ROV. L'unità può essere impiegata per la localizzazione di relitti. La nave dispone di una camera iperbarica e di personale palombaro in grado di svolgere missioni subacquee. 